# Kyuzo Mifune

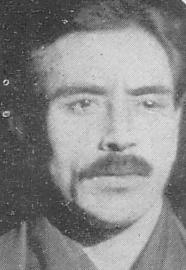
Kyuzo Mifune

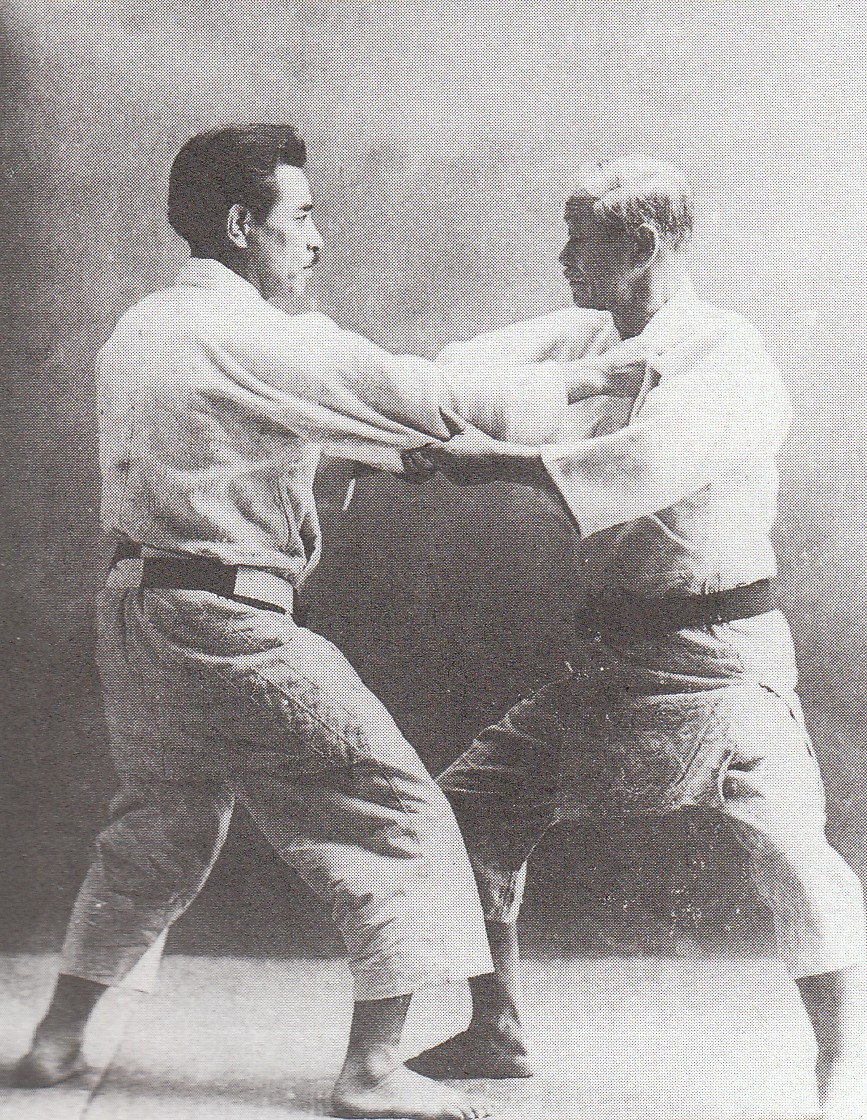
Mifune (links) met Kano

Kyuzo Mifune (Japans: 三船久蔵, Mifune Kyuzo) (Kuji, 21 april 1883 – Tokio, 27 januari 1965) was een Japanse judoka.
Mifune is een van de grootste judoka's aller tijden en een beroemde leerling van Jigoro Kano, de grondlegger van judo. Hij werd een jaar na de oprichting van de Kodokan geboren. Op kostschool kwam hij in contact met judo. Na zijn eindexamen ging hij naar de Waseda Universiteit in Tokio, maar hij wilde vooral een plek krijgen in de Kodokan. Dat lukte hem toen hij 22 was. In 1956 begon hij te schrijven aan The Canon of Judo, een belangrijk werk over judo. Mifune kreeg op 65-jarige leeftijd de 10e dan. Hij was nog scheidsrechter op de Olympische Spelen van Tokio in 1964. In januari 1965 stierf hij aan keelkanker in het Nichidai University Hospital in Tokio.